# Рогув (Опольський повіт)
Рогув (пол. Rogów) — село в Польщі, у гміні Вількув Опольського повіту Люблінського воєводства.
Населення — 466 осіб (2021).
У 1975-1998 роках село належало до Люблінського воєводства.

## Демографія
Демографічна структура станом на 2021 рік:
|          | Загалом | Допрацездатний вік | Працездатний вік | Постпрацездатний вік |
| -------- | ------- | ------------------ | ---------------- | -------------------- |
| Чоловіки | 224     | 38                 | 153              | 33                   |
| Жінки    | 242     | 37                 | 132              | 73                   |
| Разом    | 466     | 75                 | 285              | 106                  |